# Platystele caudatisepala
Platystele caudatisepala är en orkidéart som först beskrevs av Charles Schweinfurth, och fick sitt nu gällande namn av Leslie Andrew Garay. Platystele caudatisepala ingår i släktet Platystele och familjen orkidéer. Inga underarter finns listade i Catalogue of Life.